# Головченко, Василий Евстафьевич
Василий Евстафьевич Головченко (1921—1990) — полковник Советской Армии, участник Великой Отечественной войны, Герой Советского Союза (1945).

## Биография
Василий Головченко родился 1 января 1921 года в посёлке Зайсан (ныне — город в Восточно-Казахстанской области Казахстана) в крестьянской семье. Окончил десять классов школы. В 1940 году Головченко был призван на службу в Рабоче-крестьянскую Красную Армию. В 1941 году он окончил Алма-Атинское военное пехотное училище. С ноября 1941 года — на фронтах Великой Отечественной войны. Принимал участие в боях на Северо-Западном и 3-м Белорусском фронтах. Прошёл путь от командира взвода до командира батальона 1134-го стрелкового полка 338-й стрелковой дивизии 39-й армии. Отличился во время освобождения Прибалтики и боях в Восточной Пруссии.
9 октября 1944 года Головченко вместе с одной из рот своего батальона первым в дивизии переправился через Неман в районе города Юрбаркас Литовской ССР, перерезав важное шоссе. Вместе со своими бойцами он в течение двух суток отбивал вражеские контратаки. Во время отражения одной из них он был захвачен солдатами противника, но сумел отбиться, уничтожив несколько из них. Действия Головченко и его подчинённых обеспечили успешное удержание плацдарма до переправы основных сил. Во время наступления в Восточной Пруссии Головченко во главе батальона одним из первых переправился через реку Шешупе.
Указом Президиума Верховного Совета СССР от 24 марта 1945 года за «образцовое выполнение заданий командования и проявленные мужество и героизм в боях с немецкими захватчиками» майор Василий Головченко был удостоен высокого звания Героя Советского Союза с вручением ордена Ленина и медали «Золотая Звезда» за номером 4731.
После окончания войны Головченко продолжил службу в Советской Армии. Был военным комиссаром Кустанайской области Казахской ССР. В 1967 году в звании полковника он был уволен в запас. Проживал в Кустанае, работал начальником областной Госохотоинспекции. Скончался 17 февраля 1990 года, похоронен на Аллее почётных захоронений городского кладбища Кустаная.
Был также награждён двумя орденами Отечественной войны 1-й степени, орденом Отечественной войны 2-й степени, двумя орденами Красной Звезды, а также рядом медалей.